# Napoleonov most, Kobarid
Napoleonov most pri Kobaridu je kamnit most čez sotesko reke Soče vzhodno od Kobarida. Nastal je na mestu, kjer se Soča še zadnjič stisne v ozko sotesko pred prehodom v ravnino Kobariške kotline. Most je dobil ime, ker so čezenj korakale francoske enote v času Napoleonovega osvajanja. Prvi znani most na tem mestu je bil lesen Beneški most, ki je bil podrt leta 1616. Leta 1750 je bil zgrajen nov, kamnit Napoleonov most. Tega so v prvi svetovni vojni minirale umikajoče avstrijske enote, po vojni pa so Italijani zgradili obstoječi most. V obdobju 2. svetovne vojne je most odigral pomembno vlogo v bitki za obrambo Kobariške republike. 
V obdobju italijanske okupacije Primorske (1918-1943) ter tudi kasneje v času Jugoslavije je ozka soteska Soče nad mostom predstavljala zamisli o poplavljanju soteske ter izgradnjo hidroelektrarne na Soči pri Kobaridu. Italijani so že začeli z gradnjo pripravljalnih del (izgradnja nove ceste Kobarid-Bovec na sedanji, dvignjeni lokaciji), toda vojna je prehitela njihove načrte. Po 2. svetovni vojni je Jugoslavija poskušala uresničiti načrte, toda po uporu prebivalstva in katastrofi v naselju Longarone (Italija) leta 1963 so dejavnosti ustavili ter razglasili zgornji tok Soče do Mosta na Soči za okolje brez zajezitev.
Trenutno ima most vlogo povezovanja Drežnice ter Smasti z okolico s Kobaridom ter predstavlja ozko grlo na lokalni cesti, še posebno v času turistične sezone, ko je na njem veliko pešcev. Občasno z njega potekajo tudi skoki v Sočo, čeprav so ti bolj pogosti v Kanalu in Mostu na Soči.